# Kanakkampalayam
Kanakkampalayam (o Kannakkampalayam) è una suddivisione dell'India, classificata come census town, di 12.180 abitanti, situata nel distretto di Coimbatore, nello stato federato del Tamil Nadu. In base al numero di abitanti la città rientra nella classe IV (da 10.000 a 19.999 persone).

## Geografia fisica
La città è situata a 10° 34' 56 N e 77° 14' 37 E.

## Società

### Evoluzione demografica
Al censimento del 2001 la popolazione di Kanakkampalayam assommava a 12.180 persone, delle quali 6.142 maschi e 6.038 femmine. I bambini di età inferiore o uguale ai sei anni assommavano a 1.062, dei quali 521 maschi e 541 femmine. Infine, coloro che erano in grado di saper almeno leggere e scrivere erano 9.683, dei quali 5.233 maschi e 4.450 femmine.